# Amy Deasismont
Amy Linnéa Deasismont (uttal: ['dɛsismɔnt]), tidigare känd som Amy Diamond, född 15 april 1992 i Norrköping i Östergötlands län, är en svensk sångerska, skådespelare, programledare och manusförfattare. Hennes genombrott kom i början av 2005, då hon var 12 år gammal, med låten "What’s in it for Me". Låten blev en stor hit i Skandinavien 2005 och höll sig på topplistorna i fyra månader. Hon har givit ut fem album, och har också gjort många TV-framträdanden.
Hennes största hitlåtar hittills har varit låtarna "What’s in it for Me", "Welcome to the City", "Champion", "Shooting Star", "Don't Cry Your Heart Out", "Big Guns", "It Can Only Get Better", "Is it Love?" och "Thank You", vilken slutade på åttonde plats i den svenska Melodifestivalen 2008. År 2009 var hon med igen, med låten "It's My Life", men gick inte vidare till final. "What’s in It for Me" var en hit i Danmark, Norge och Finland, och var den mest spelade låten i Polen 2005.
På senare år har hon varit alltmer verksam som skådespelare, då under sitt födelsenamn Deasismont. 2021 vann hon Kristallen för sin medverkan i TV-serien Thunder in My Heart, som hon även skrivit manus till.

## Biografi

### Från barndom till nutid

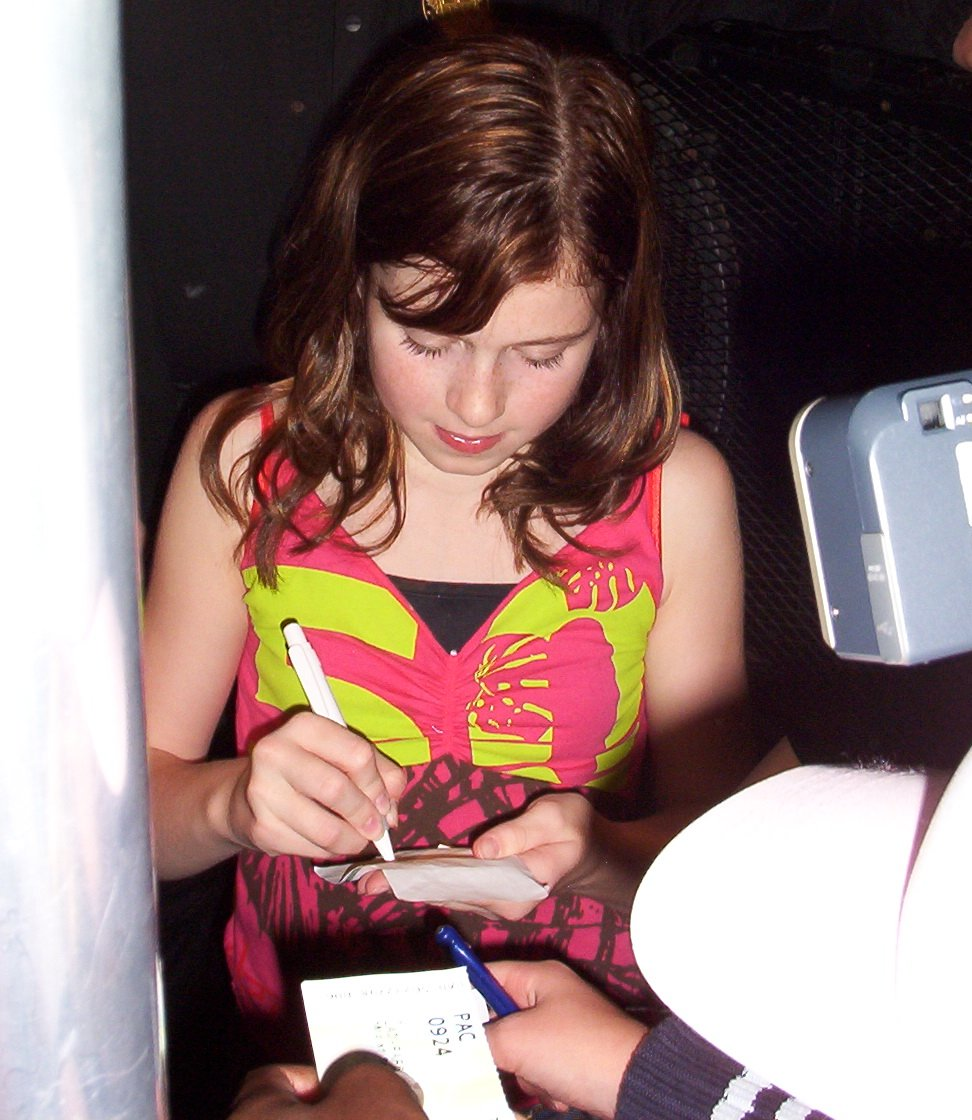
Amy Deasismont i Kalmar den 24 september 2005.

Deasismonts far är britt, medan modern är svensk. När hon var tio månader gammal flyttade familjen till England och därför var engelska det första språk Deasismont lärde sig. När hon vid fyra års ålder flyttade tillbaka till Sverige bosatte sig familjen i Jönköping.
Deasismont började med konståkning som en hobby när hon var sex år gammal. Hon har vunnit flera guldmedaljer och ett silver i distriktsmästerskapen i konståkning. Hon gick också i en dans- och teaterskola samt deltog i teater- och TV-produktioner som gav henne erfarenhet av att uppträda inför publik.
Hon började tidigt att sjunga. Sedan hon börjat med musik blev det för mycket att samtidigt hålla på med konståkning, så hon blev tvungen att välja och valde musiken. Ett av hennes första offentliga framträdanden var när hon var sju år på talangtävlingen Småstjärnorna sommaren 1999. Hon klädde sig som Belinda Carlisle och framförde låten Heaven is a Place on Earth vilket gav henne tredje plats i tävlingen. År 2004 deltog hon i många talangtävlingar som Minimelodifestivalen i Jönköping och TV4:s Super Troupers, där hon vann sin deltävling. Hon sjöng också med Helges All Stars med Alice Svensson, Zara Larsson och de tre systrarna Molly, Frida och Mimmi Sandén. I mitten av 2004 vann hon radiostationen Mix Megapols talangtävling, där första pris var att få spela in en singel.
Deasismont är utbildad frisör vid John Bauergymnasiet i Jönköping.

### Musikkarriär

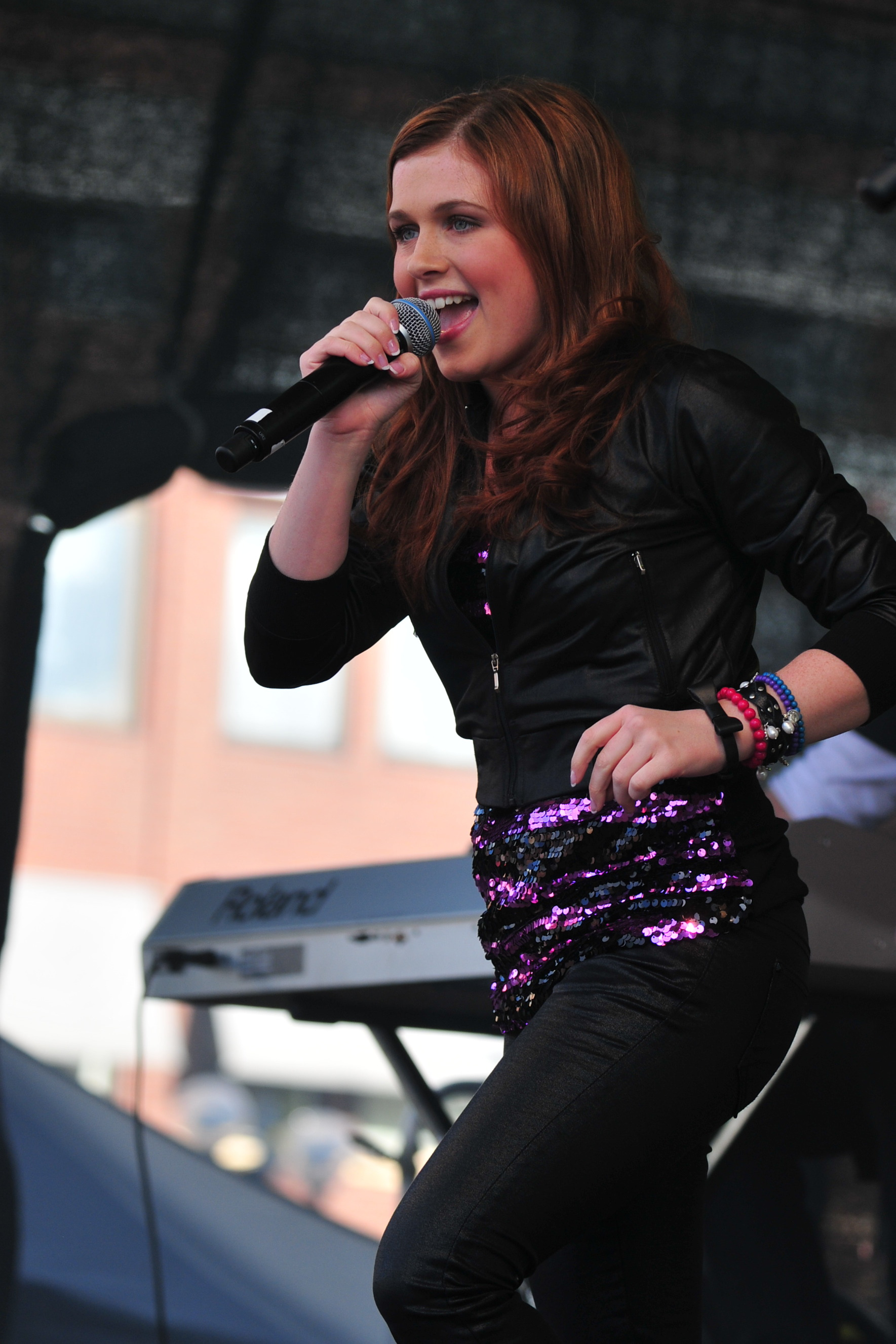
Amy Deasismont, Umeå 2011.

Deasismont slog igenom i början av 2005 med låten "What’s in it for Me", och samma år hade hon även hitlåtar som "Welcome to the City", "Shooting Star" och "Champion", som var det svenska friidrottslandslagets officiella VM-låt för VM i friidrott 2005 i Helsingfors. "What's in it for Me?" var den första av dessa som blev en hitlåt även i Sveriges grannländer Danmark, Norge och Finland. "What’s in It for Me" blev även en hit i de baltiska staterna, och i Polen var den den mest spelade låten under hela sommaren 2005.
Deasismont nominerades till pris vid flera galor 2005: Grammis (tre kategorier: Årets pop kvinnlig, Årets nykomling, Årets låt), Rockbjörnen, NRJ Awards, Nickelodeon Kids Choice Awards och Nordic Hit Music Awards. Hon tog hem pris i Nordic Hit Music Awards (som yngsta artist någonsin), NRJ (även här som yngsta artist) och Nickelodeon. Hon är den yngsta artist som någonsin nominerats till en Grammis. Under en sommar medverkade hon i åtta talangtävlingar och vann sju av dem.
I maj 2006 kom det andra albumet Still Me, Still Now som fick en guldskiva redan innan säljstart. Från albumet gavs singlarna "Don’t Cry Your Heart Out", "Big Guns" och "It Can Only Get Better" ut. I mitten av år 2006 var hon på turné med Diggiloo. På hennes tredje album Music in Motion som kom i november 2007 hade låtskrivare som Max Martin och Alexander Kronlund (som skrivit bland annat "Lucky" till Britney Spears) skrivit låtar till Deasismont. Hon har även skrivit kontrakt för ytterligare tre skivor och en samlingsskiva.
Förutom sina egna låtar, som är på engelska, har Deasismont uppträtt med flera andra låtar, som den franskspråkiga sången "Non, je ne regrette rien". Andra sånger är "Mamma Mia" (på svenska), "Sång till friheten" med flera. I mitten av 2006 blev hon framröstad av tidningen Aftonbladets läsare till "Sommarens turnédrottning" och i början av 2007 blev hon framröstad till "Årets artist" 2006 av tidningen Tove.
Deasismont framförde låten "Thank You" i den första deltävlingen i Melodifestivalen 2008 den 9 februari 2008 i Göteborg. Låten röstades direkt fram till finalen i Globen i Stockholm den 15 mars 2008. Väl i final slutade bidraget på åttonde plats. I Melodifestivalen 2009 gick melodin "It's my life" vidare från deltävling 2 i Skellefteå Kraft Arena till andra chansen, där den slogs ut. År 2014 medverkade Deasismont i Minimello 2014 där hon sjöng sången "Livet ut".

### Teater, film och radio

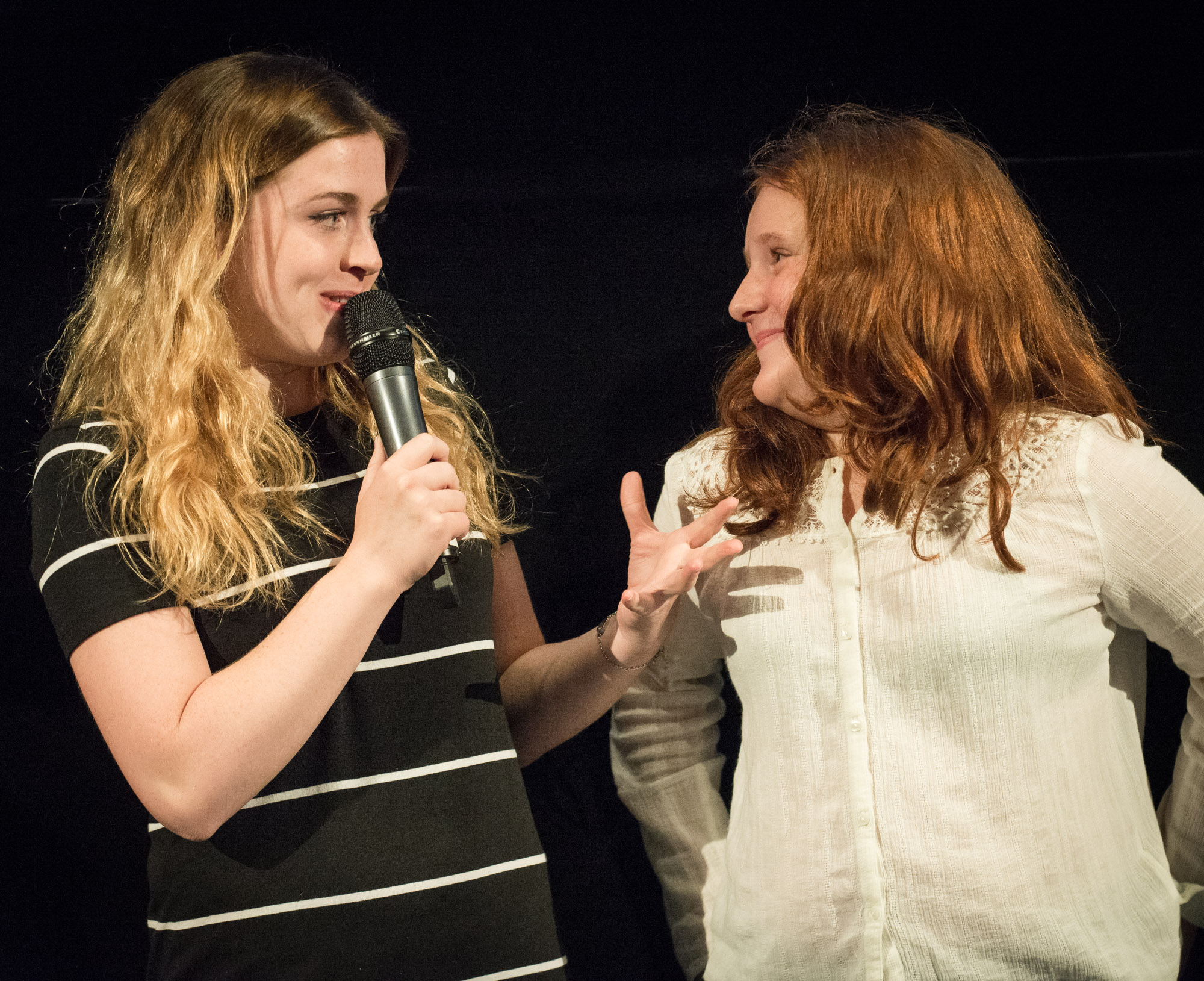
Amy Diamond och Rebecka Josephson under presentationen av filmen Min lilla syster i Filmhuset i Stockholm i augusti 2015.

Den 26 december 2009 hade musikalen Alice i Underlandet, med Deasismont i titelrollen, premiär på Maximteatern i Stockholm.
Deasismont har spelat i SVT:s serie De drabbade och hon gjorde rollen som isprinsessa i SVT:s julkalender Lasse-Majas detektivbyrå 2006. Den 28 november 2007 gav hon ut sitt tredje album Music in Motion. Den 19 november 2008 utkom Deasismonts julalbum En helt ny jul . Det innehöll julsånger som "Gläns över sjö och strand" och "Jul, jul, strålande jul", men även nyskrivna låtar fanns med. Hon medverkade som yngsta deltagare i Körslaget 2009 med en egen kör ifrån Jönköping. Den 16 januari 2011 tog hon över som programledarrollen för hundprogrammet Bulldogg i Barnkanalen. Under januari 2017 sändes ett avsnitt av Fångarna på fortet där Amy Deasismont medverkade i röda laget. 
2015 långfilmsdebuterade hon i en av huvudrollerna som konståkerska (under sitt födelsenamn) i Susanna Lenkens internationellt flerfaldigt prisbelönta långfilm Min lilla syster och fick för den mycket lovord i media. Inför Guldbaggegalan 2016 nominerades hon i kategorin Bästa kvinnliga biroll för sin insats i filmen.
Deasismont gjorde rollen som Eva i P1 Dramas produktion Den enögda kaninen 2020. Det var en radiodramatisering av Christoffer Carlssons roman med samma namn.
2021 debuterade Deasismont som manusförfattare till TV-serien Thunder in My Heart, där hon också spelar huvudrollen.  För serien nominerades hon till Kristallen och fick Bo Widerberg-stipendiet med motiveringen: "Precis som Bo Widerberg förmedlar årets stipendiat en stark känsla av närvaro och pulserande liv i sin modiga, filmiska debut. I en långt ifrån tillrättalagd värld bär karaktärerna på någon slags skam och agerar inte alltid moraliskt rätt. Det framstår dock att filmskaparen älskar sina karaktärer, även när de uppträder som mörkast".  Hon vann Kristallen 2021 i kategorin årets kvinnliga skådespelerska i en tv-produktion för sin medverkan i Thunder in My Heart. År 2023 tilldelades hon Lena Nyman-priset som ges till ”en exceptionellt begåvad konstnär som verkar i Lena Nymans anda”.

## Diskografi

### Studioalbum (som Amy Diamond)
- 2005 – This Is Me Now (Bonnier Amigo Music Group)*PLATINA*
- 2006 – Still Me Still Now (Bonnier Amigo Music Group)*GULD*
- 2007 – Music in Motion (Bonnier Amigo Music Group)*GULD*
- 2008 – En helt ny jul (Bonnier Amigo Music Group)*GULD*
- 2009 – Swings And Roundabouts (Bonnier Amigo Music Group)*GULD*

### Samlingsalbum (som Amy Diamond)
- 2010 – Greatest Hits

### Singlar (som Amy Diamond)
- 2005 – "What's in It for Me"
- 2005 – "Welcome to the City"
- 2005 – "Champion"
- 2005 – "Shooting Star"
- 2006 – "Don't Cry Your Heart Out"
- 2006 – "Big Guns"
- 2006 – "It Can Only Get Better"
- 2007 – "Is It Love?"
- 2007 – "Stay My Baby"
- 2008 – "Thank You"
- 2009 – "It's My Life"
- 2009 – "Up"
- 2010 – "Only You"
- 2013 - "Your Love"

### Singlar (som Amy Deasismont)
- 2016 - "One"
- 2016 - "One (Acoustic)"
- 2016 - "Forgive"
- 2016 - "This Is How We Party"

## Filmografi, radio och TV
- 2003 – De drabbade (TV-serie)
- 2006 – Lasse-Majas detektivbyrå (TV-serie) (julkalender)
- 2009 – Prinsessan Lillifee (svensk röst som Lillifee)
- 2011–2014 – Bulldogg (TV-serie)
- 2012 – Prinsessan Lillifee och den lilla enhörningen (svensk röst som Lillifee)
- 2012 – Modig (svensk röst som prinsessan Merida)
- 2014 – Söndag med Amy (TV-serie)[21]
- 2014 – Livet ut (TV-serie) (Nelias röst i Minimello)[22]
- 2015 – Min lilla syster, huvudroll[23] (spelfilm av Susanna Lenken)
- 2017 – Elena från Avalor (Elenas röst)
- 2018 – Önskans hjärta (TV-serie)
- 2018 – Röjar-Ralf kraschar internet (svensk röst som prinsessan Merida)
- 2019 – Svaga kvinnor[24] (kortfilm)
- 2019 – Gösta (TV-serie)
- 2020 – De utvalda (TV-serie)
- 2020 – Den enögda kaninen (radio)
- 2020 – Scoob! (svensk röst som Daphne Blake)
- 2020 – Nelly Rapp – Monsteragent
- 2021–2023 – Thunder in My Heart (TV-serie)
- 2021–2025 – Knutby (TV-serie)}
- 2022 – Lust (TV-serie)
- 2022 – The Playlist (TV-serie)
- 2024 – Strul

## Teater

### Roller (ej komplett)
| År   | Roll   | Produktion                                        | Regi         | Teater       |
| ---- | ------ | ------------------------------------------------- | ------------ | ------------ |
| 2016 | Snövit | Snövit - The musical Robert Dröse och Martin Land | Robert Dröse | Maximteatern |

## Priser och utmärkelser
- 2021 – Kristallen för årets kvinnliga skådespelerska i en tv-produktion
- 2021 - Bo Widerberg-stipendiat
- 2022 – Såstaholms pris till Höstsols minne
- 2023 – Lena Nyman-priset